# 斯科特縣 (愛阿華州)
史考特縣（英語：Scott County）是美國愛荷華州東部的一個縣，東隔密西西比河與伊利諾州相望。面積1,213平方公里。根據美國2000年人口普查，共有人口158,668人，2005年人口163,256人。縣治達文波特 (Davenport)。
成立於1837年，縣政府成立於1838年。縣名紀念軍事家、代表輝格黨參加1852年美國總統選舉的溫菲爾德·史考特 (Winfield Scott)。